# Coelotes suthepicus
Coelotes suthepicus är en spindelart som beskrevs av Dankittipakul, Chami-Kranon och Wang 2005. Coelotes suthepicus ingår i släktet Coelotes och familjen mörkerspindlar.
Artens utbredningsområde är Thailand. Inga underarter finns listade i Catalogue of Life.